# Supershit 666
Supershit 666 (ibland skrivet Super$hit 666) är ett svenskt/engelskt rockband bestående av Nicke (The Hellacopters), trummor, Dregen (Backyard Babies), gitarr, Ginger (The Wildhearts), sång och gitarr, samt producenten Tomas Skogsberg, basgitarr. Deras snabba och skitiga rockmusik är inte helt olik tidiga The Hellacopters, då Dregen var medlem.
Supershit 666 existerade mellan 1998 och 1999, men spelade aldrig live. De har släppt en EP på skivbolaget Inferno. Både Ginger och Dregen har sagt att de kan tänkas spela med bandet igen.

## Diskografi
Super$hit 666 (EP)
1. "Wire Out"
2. "Fast One"
3. "Dangermind"
4. "You Smell Canadian"
5. "Star War Jr."
6. "Crank It Up!"